# Pegairòlas de Buòja
Pegairòlas de Buòja (en francès Pégairolles-de-Buèges) és un municipi occità del Llenguadoc. situat al departament de l'Erau i a la regió d'Occitània.